# 123. peruť (Izrael)
123. peruť (hebrejsky טייסת 123‎) Izraelského vojenského letectva, známá také jako Peruť pouštních ptáků (dříve „Jižní zvonky“), je vrtulníková peruť vyzbrojená stroji Sikorsky S-70 A Black Hawk, dislokovaná na základně Chacerim.